# Jukka-Pekka Metsola
Jukka-Pekka Metsola (ur. 13 maja 1954 w Tampere) – fiński judoka. Olimpijczyk z Seulu 1988, gdzie zajął dwunaste miejsce w wadze półśredniej.
Uczestnik mistrzostw świata w 1985 i 1987. Startował w Pucharze Świata w 1989. Piąty na mistrzostwach Europy w 1989 roku. Trzykrotny mistrz kraju.

## Występy na igrzyskach olimpijskich
| IO   | Konkurencja | Eliminacje           | Eliminacje            | Eliminacje              | Eliminacje             | Klas. końcowa |
| IO   | Konkurencja | Przeciwnik I         | Przeciwnik II         | Przeciwnik III          | 1/4                    | Miejsce       |
| ---- | ----------- | -------------------- | --------------------- | ----------------------- | ---------------------- | ------------- |
| 1988 | Judo 78 kg  | Mamudu Adamu (NGA) Z | Kilmar Campos (VEN) Z | Patrick Matangi (ZIM) Z | Baszyr Warajew (URS) P | 12.           |